# El regal del Cèsar
El regal del Cèsar (títol original en francès: Le Cadeau de César) és el vint-i-unè àlbum de la sèrie Astèrix el gal. Va ser publicat en francès el 1974, amb dibuixos d'Albert Uderzo i guió de René Goscinny. Va tenir una tirada original d'1.400.000 exemplars.

## Sinopsi
A Roma trobem el legionari Badebrutus, durant la festa de llicència de l'exèrcit després de 20 anys de servei. Totalment borratxo, insulta Juli Cèsar i aquest li ofereix com a regal de llicència el famós poblet dels irreductibles gals. Durant una altra borratxera, canvia el regal per unes copes de vi amb Ortopèdix, un hostaler. Llavors, ell i la seva família volen prendre possessió del seu nou patrimoni. No només això, sinó que Ortopèdix es presenta al vot dels gals per esdevenir cap en lloc de Copdegarròtix. El poble està dividit, els millors amics es trenquen...

## Comentaris
- La concessió de terrenys als legionaris veterans és històricament certa.
- El diàleg d'Astèrix mentre que es bat amb l'ex-legionari Vadebrutus està inspirat en la balada del nas de Cyrano de Bergerac. En la traducció anglesa s'inspirava en Hamlet.
- Per segona vegada, Copdegarròtix té un rival per governar el poble. Abans havia estat el cabdill gal Prorromànix a El combat dels caps. No es tornarà a trobar amb aquest problema fins a Astèrix la rosa i l'espasa.
- Ortopèdix pren les faccions de l'actor francès André Alerme.[2] La seva dona Angina i la filla Papida (en francès, Zaza) tenen les faccions de l'actiu hongaresa Zsa Zsa Gabor (de qui Zaza pren el seu nom). Per dibuixar Papida, Albert Uderzo es va inspirar en la seva pròpia filla Sylvie.[3]
- Per segon cop, Astèrix fa servir la seva espasa (ja ho havia fet a Astèrix i el calderó). Tot i que gairebé no ho fa mai, es mostra com un hàbil esgrimidor.
- Al final del duel, Astèrix deixa marcada una "Z" al pit de Vadebrutus. Un petit homenatge visual al personatge de "El Zorro". Papida (Zaza en francès) s'ho pren com un homenatge cap a ella (en francès veu la seva inicial; en català hi veu una "N" de nena)
- La història parodia les campanyes electorals en particular, i concretament les eleccions presidencials franceses de 1974 (any de la publicació del llibre).[4]
- Al banquet final, el bard Asseguratòrix participa en el banquet, parlant molt entretingut amb la Papida.